# Asymphorodes triaula
Asymphorodes triaula là một loài bướm đêm thuộc họ Cosmopterigidae. Nó là loài duy nhất được tìm thấy ở Oahu và Hawaii.